# Lowy Institute

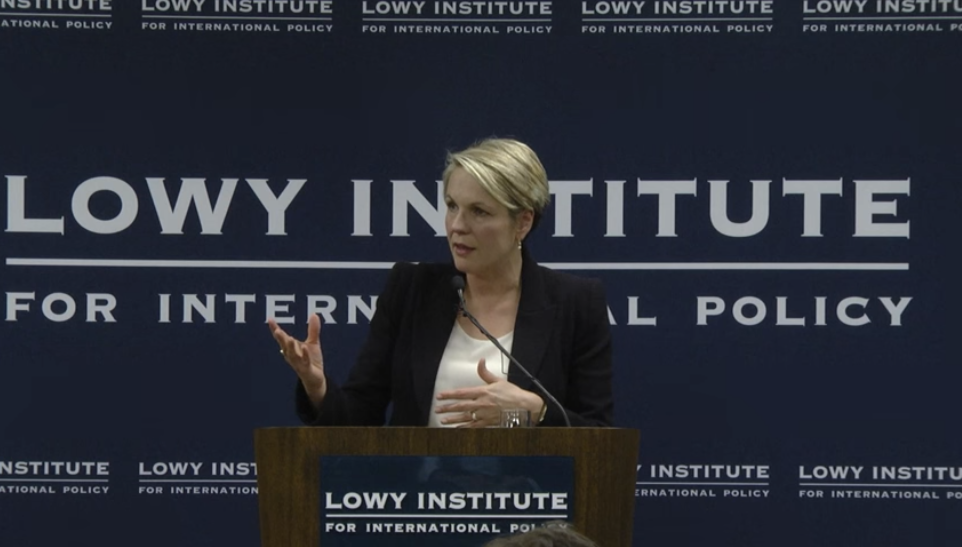
Tanya Plibersek, députée Australienne, au Lowy Institute

Le Lowy Institute est un think tank indépendant fondé en avril 2003 par Frank Lowy pour mener des recherches originales sur les questions politiques, stratégiques et économiques internationales d'un point de vue australien. Il est basé à Sydney, Nouvelle-Galles du Sud, Australie.
L'institut a été décrit comme penchant centre-droit ou « réactionnaire », il est reconnu comme exerçant une influence en Australie en ce qui concerne les relations du pays avec l'Asie pacifique.

## Histoire et activité
L'Institut a été fondé en 2003 par l'homme d'affaires milliardaire d'origine australienne et israélienne Sir Frank Lowy . L'Institut reçoit des fonds du gouvernement australien par le biais du ministère des Affaires étrangères et du commerce, du ministère de la Défense et du Département des affaires intérieures. Les entreprises qui fournissent un financement comprennent BHP, Capital Group, Rio Tinto et Rothschild & Co.
En 2003, Lowy a doté l'institut avec un don suffisant pour financer les huit premières années de ses opérations. Sa famille continue de jouer un rôle clé dans l'institut, avec au moins quatre personnes "libellées" au conseil d'administration. De plus, l'Institut a également été financé par les dons de la société de gestion des investissements, Partners Manikay; d'une entreprise mondiale de comptabilité et de services professionnels: Ernst & Young; et d'un ancien diplomate australien et secrétaire du Cabinet, Michael Thawley (avec son épouse Deborah).